# Nicolò Pizzolo

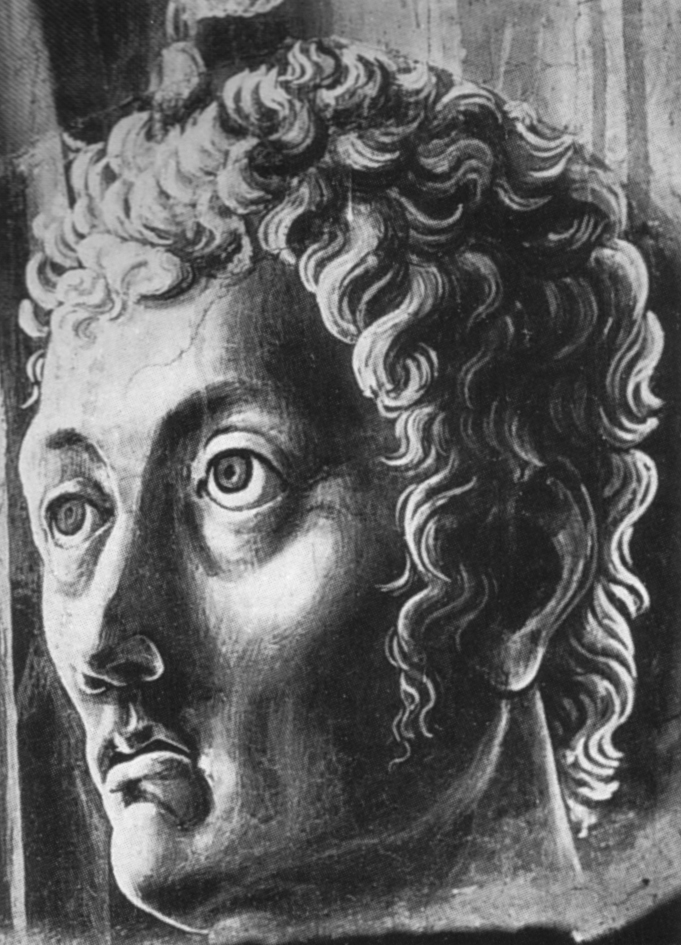
Nicolò Pizzolo (Selbstbildnis)

Nicolò di Pietro di Giovanni bekannt als Nicolò Pizzolo oder in den Schreibweisen Niccolò und/oder Pizolo (* 1420 oder 1421 in Padua; † 1453 ebenda) war ein italienischer Maler der Frührenaissance, der überwiegend in Padua tätig war. Seine ihm zugeschriebenen bildhauerischen Arbeiten sind wegen fehlender Quellen umstritten. Wegen seines stürmischen, draufgängerischen Charakters wird er gelegentlich auch als Caravaggio ante literam bezeichnet.

## Leben
Nicolò war der Sohn des städtischen Ausrufers Pietro di Giovanni. Die Familie stammte ursprünglich aus Villaganzerla, einem kleinen Ort südlich von Vicenza. Sein Vater Pietro war spätestens seit 1428 in Padua ansässig, als er ein Haus in der Stadt am Bacchiglione erwarb. Der Name Pizolo ist ein Spitzname bezieht sich entweder auf die kleine Statur Nicolòs oder darauf, dass er der jüngere der beiden Söhne seines Vaters war. Sein Bruder Giovanni Gerardino und Schneider vom Beruf, dürfte um die 15 Jahre älter gewesen sein.
Über seine Kindheit ist nichts bekannt. Seine Jugendjahre und sein späteres Leben müssen zum Teil turbulent verlaufen sein, wie bereits der Biograph Giorgio Vasari im 16. Jahrhundert vermerkte. Vermutlich 1438 wurde er zusammen mit zwei seiner Cousins bewaffnet in Padua aufgegriffen. Er verbrachte mehrere Tage im Gefängnis, weil er trotz Folter kein Geständnis ablegte.
Seine ersten Auftritte als Maler sind 1441 dokumentiert, als er mit einigen Arbeiten betraut wurde, darunter ein Werk im Kloster Santa Maria di Monteortone bei Abano Terme, an dem er vier Monate arbeitete. Möglicherweise half er in seinen ersten Malerjahren noch seinem Bruder aus, worauf einige Schuldscheine aus dem Jahr 1444 hinweisen könnten. Aber noch im Laufe der 1440er Jahre hatte er sich einen Namen als Maler gemacht. 1444 stand er der Zunft der Maler als Gastalde vor. Als solcher war er mit der Bewertung zahlreicher Werke von anderen Malern beschäftigt, darunter Arbeiten von Antonio Vivarini und Giovanni d’Alemagna. In dieser Tätigkeit arbeitete er auch mit Francesco Squarcione zusammen.
Seinen Aufstieg als Künstler verdankte Pizzolo vor allem seiner Zusammenarbeit mit Donatello, mit dem er 1447 an der Ausschmückung der Antonius-Basilika zusammenarbeitete. Ruhm erlangte er aber insbesondere wegen seiner Arbeiten in der Cappella Ovetari, die er zusammen mit dem noch sehr jungen Andrea Mantegna ausschmückte. An der Ausgestaltung der Familienkapelle in der Kirche der Eremitani in Padua, an der er zwischen 1448 und 1452 arbeitete, waren auch Antonio Vivarini und Giovanni d’Alemagna beteiligt. Strittig unter Kunsthistorikern ist allerdings seine Rolle, die er dabei einnahm. Eindeutig ihm zugeschrieben wird ihm die Pala der Kapelle. Zweifelhaft bleiben die ihm zum Teil ebenfalls zugeschriebenen Bronze- und Terrakotta-Arbeiten am Altar, da in Dokumenten seine Tätigkeit als Bildhauer nicht belegt ist. Die Zusammenarbeit mit dem etwa zehn Jahre jüngeren Mantegna in der Ovetari-Kapelle muss nicht ganz reibungslos verlaufen sein. Darauf deutet ein gütlicher Schiedsspruch von 1449 hin, in dem die Aufgaben an dem Projekt zwischen beiden genau aufgeteilt wurden. Der Schiedsspruch lässt nach einigen Kunsthistorikern auch den Schluss zu, dass Pizzolo auch wegen des Altersunterschiedes zunächst mit den bedeutenderen Arbeiten betraut worden war, die zum Teil wegen seines vorzeitigen Todes nicht vollendet und von Mantegna später abgeändert wurden. Zu den von ihm ausgeführten Arbeiten in der Cappella Ovetari gehören die Fresken in der Apsis, die im Zweiten Weltkrieg zerstört wurden, aber von Schwarz-Weiß-Fotos bekannt sind. Es handelt sich dabei um den segnenden Gottvater und vier Medaillons mit den Kirchenlehrern in ihren Arbeitszimmern. Bei der Ausführung der runden Rahmen orientierte er sich an den Arbeiten Donatellos. Die perfekte Perspektive der Fresken diente später Mantegna als Vorbild.
Zu den nachgewiesenen Arbeiten Pizzolos gehören auch einige Zeichnungen, die ihm als Entwürfe verschiedener Arbeiten dienten. Die in der älteren Literatur ihm zugeschriebenen Arbeiten in der Cappella del Podestà in Padua, an denen er zusammen mit Ansuino da Forlì und Filippo Lippi gearbeitet haben soll, lassen sich dagegen nicht belegen.
Verschiedene Quellen weisen darauf hin, dass Nicolò Pizzolo eines gewaltsamen Todes starb. Nach Vasari starb er, als er von der Arbeit nach Hause ging und man ihm auflauerte. Sein genaues Sterbedatum ist nicht überliefert. Anhand verschiedener Dokumente muss sein Sterbedatum zwischen April und November 1453 liegen. Seine Frau Maria, mit der er keine Kinder hatte, ging im Dezember 1453 eine zweite Ehe ein.

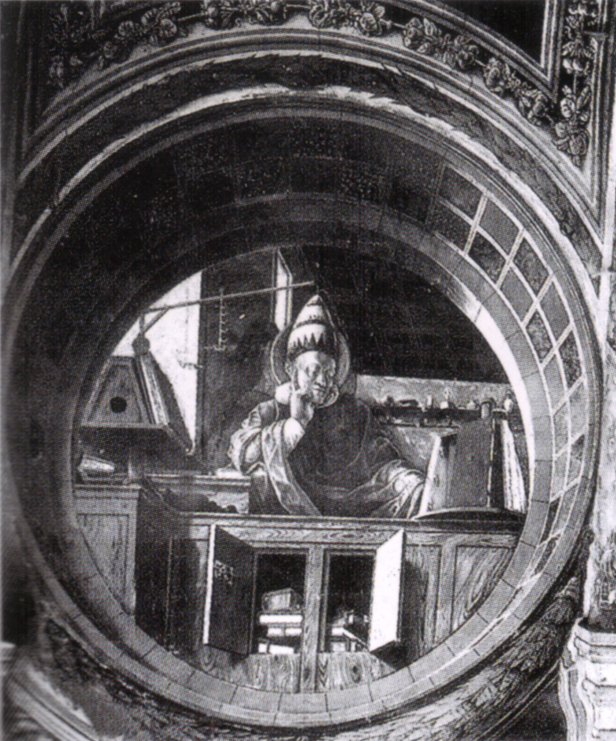
Kirchenlehrer Gregor der Große, Apsis der Cappella Ovetari
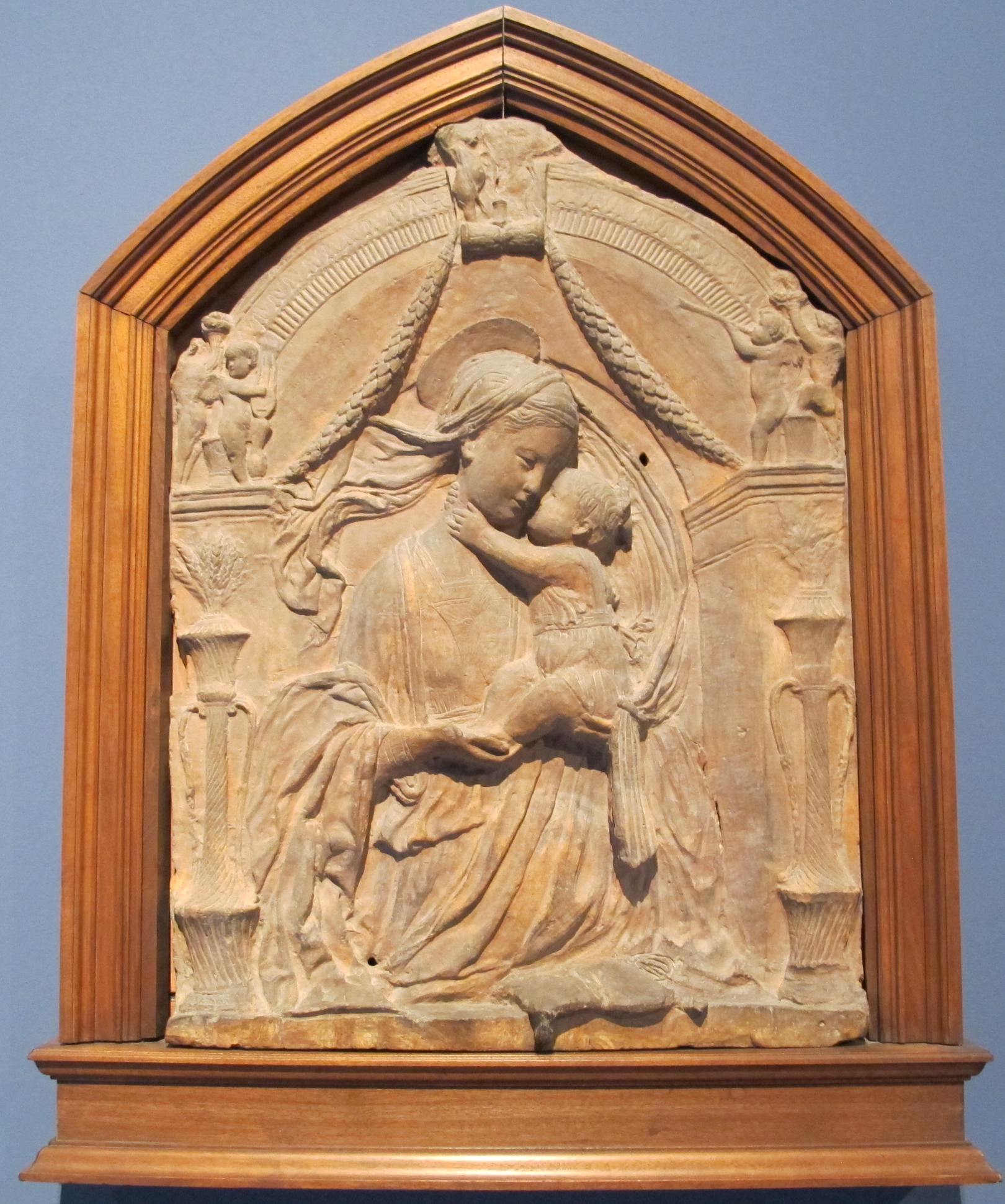
Nicolò Pizzolo (zugeschrieben): Basrelief „Madonna mit Kind“